# 香雅各
香雅各（英語：James McClure Henry，1880年12月2日—1956年），美北长老会传教士、教育家，岭南大学最后一任外籍校长（1924年 至 1927年）。

## 生平
1880年12月2日，香雅各出生于中国广州，父亲（30岁）是1873年来华的美北长老会传教士、岭南学堂第二任监督（1884年-1895年）香便文博士（Benjamin Couch Henry ，1850年-1901年），母亲Mary Little Snyder（22岁）。1901年获伍斯特学院文学士。1905年住纽约。1907年获协和神学院神学士。1909年10月11日，在纽约结婚，同年受美北长老会差遣，回到中国传教，驻广州。1919年香雅各任岭南学校副监督。1924年升为监督，并获神学博士。1927年，岭南大学向中国政府注册，改由钟荣光出任校长，香雅各改任校务长。
1938年10月22日，广州沦陷，香雅各博士等十余名留守人员效仿南京安全区，成立难民区委员会，其中岭南大学是最大的一处中立国难民救援中心，收容难民六七千人。
1941年12月太平洋战争爆发，香雅各博士等外籍教师被日军拘捕，关押在河南宝岗集中营。1943年9月30日，日本将其从广州遣返回国。不久又回到中国西南。战后返回岭南。1947年返回美国，定居加州旧金山。1956年去世，享年76岁。